# Hospitalisme
 (juin 2021).
Si vous disposez d'ouvrages ou d'articles de référence ou si vous connaissez des sites web de qualité traitant du thème abordé ici, merci de compléter l'article en donnant les références utiles à sa vérifiabilité et en les liant à la section « Notes et références ».
L'hospitalisme est un état dépressif avec régression physique et psychique qui se manifeste chez certains enfants séparés précocement de tout lien d’affection (carence affective totale). Ce trouble affectif a été théorisé par le psychanalyste René Spitz. Ce phénomène est souvent observé dans les anciens orphelinats en Europe de l'est (Roumanie et Bulgarie principalement). Dans ces orphelinats l'hospitalisme aboutit presque systématiquement à des séquelles psychiques et physiques irréversibles. Il y a par exemple des tableaux d'autisme carentiel ou de dysharmonie évolutive ou encore des états limites (borderline).

## Études de Spitz
En 1946, Spitz compare le développement psychoaffectif de deux populations d'enfants :
(A) des enfants nés de mères en prison, s'occupant de l'enfant pendant la journée, avec l'aide d'une soignante expérimentée ;
(B) des enfants nés et placés en orphelinat,
- recevant des soins de manière anonyme, privés totalement de liens affectifs.
Il décrit alors trois phases de l'hospitalisme, apparu chez les sujets du groupe (B) et, temporairement, chez les sujets du groupe (A) lorsque les enfants étaient séparés de leur mère :
- phase de pleurs (car l'enfant sait qu'avant, les pleurs faisaient revenir sa mère) ;
- phase de glapissement, de perte de poids et d'arrêt du développement ;
- phase du retrait et du refus de contact, aboutissant alors à la dépression anaclitique.
- il existe une phase ultime que Spitz appelle le marasme au cours de laquelle le nourrisson arbore une sorte de grimace épouvantable et qui est suivi de la mort de ce dernier.

## Poursuite des études inspirées des observations de Spitz
Les cas de "mauvais traitements" chez les enfants sont encore malheureusement d'actualité : en 2001, selon les sources de l'Observatoire National de l'Action Sociale Décentralisée près de 300 000 jeunes feraient objet de mesures de protection de l'enfance. Ces chiffres sont à vérifier selon (Dumaret et al, 2006) qui mettent en avant le manque de chiffres exact. Dans la recherche, les auteurs sont contraints d'établir leurs échantillonnages propres. 
Les facteurs pathologiques se sont multipliés avec le temps  placement en foyer, précarité, familles nombreuses, violence intrafamiliale, alcoolisme, pathologie mentale etc, des facteurs qui seraient corrélés au développement de troubles psychiques et troubles du comportement. (Dumaret et al, 2008) ont pu à la suite d'une analyse factorielle multiple sur une population d'anciens placés : la maladie mentale d'un ou des deux parents, la maltraitance subie et la scolarisation en institution spécialisée. Il y aurait chez ce groupe également une grande proportion de diagnostiqués état - limite une fois atteint l'âge adulte (Helgeland, 2004). 

## Documentaire
- Le film britannique de James et Joyce Robertson intitulé : « John (17 mois) - Séparation brève en pouponnière », (durée 45 minutes, formation continue pour les professionnels de la petite enfance et de la famille, Paris : Copes, 2004) — montre ce processus.
- « 1 L'hospitalisme ; des enfants en difficulté affective (René Spitz...) », sur www.4tempsdumanagement.com (consulté le 20 novembre 2022)

## Critique et évolutions
Le travail de Spitz a été critiqué du point de vue méthodologique. [réf. souhaitée]
Le travail de Spitz porte sur toutes les questions touchant aux séparations de l'enfant et de sa mère et a permis de modifier les conditions de vie des nourrissons dans les services hospitaliers, pénitentiaires et autres. [réf. nécessaire]. 